# Operațiunea Nord
Operațiunea „Nord” a fost cel de-al treilea și ultimul val de deportare în masă a populației din teritoriile noi ocupate de Uniunea Sovietică, care viza în special membrii Organizației Martorii lui Iehova și familiile acestora. Operațiunea s-a numit conspirativ “SEVER”/Nord și a fost pusă în aplicare în baza aceleiași Hotărâri a Consiliului de Miniștri al URSS Nr. 1290-467cc din 6 aprilie 1949 și Hotărârii Consiliului de Miniștri al URSS nr.667-339cc din 3 martie 1951, care prevedea „deportarea de pe teritoriul RSS Moldovenească a membrilor Organizației Martorii lui Iehova și membrilor familiilor acestora, în total 5917 persoane” . Operațiunea a început pe data de 1 aprilie 1951 ora 4 dimineața și s-a încheiat la 22:00 în aceeași zi. În luna aprilie 1951, alături de Martorii lui Iehova din Moldova, au mai fost deportați în regiunile Tomsk și Irkutsk 3035 familii din Ucraina, 1008 familii din RSS Bielorusă, 757 persoane din Republicile Baltice.
Un raport al Ministerului de Interne al URSS din 1956 arată că în regiunile Tomsk, Krasnoiarsk și Irkutsk din Siberia că au fost deportați 7449 membri ai Martorilor lui Iehova din Basarabia, Bucovina de Nord, Galiția, Volânia, Vestul Belarusului și Țările Baltice.

## RSS Moldovenească
În RSS Moldovenească au fost arestate și deportate în Siberia (regiunea Kurgan) 723 de familii, respectiv, 2617 de persoane dintre care 808 bărbați, 967 femei și 842 copii, în special persoane acuzate de apartenență la “Martorii lui Iehova”. Deportații au fost încărcați în două eșaloane câte 60 de vagoane, care în noaptea de 1-2 aprilie au plecta spre Siberia (regiunea Tomsk). Vagoanele au ajuns la destinație la 13 și 14 aprilie 1951 . Pe drum s-au născut câțiva copii (cel puțin 4) și au murit câteva persoane bolnave . La operațiune au participat 546 de „lucrători operativi” ai Ministerului Securității al RSSM, 1127 militari din unitățile subordonate MS al RSSM (89 ofițeri, 139 sergenți și 899 ostași), 275 persoane din cadrul MAI al RSSM și 750 persoane din organele de partid și sovietice ale RSSM.
Cea mai gravă „crimă” a Martorilor lui Iehova din Basarabia, care au fost deportați, în opinia conducerii Ministerul Securității al RSSM, era tendința lor „de a organiza o muncă dusmănoasă în scopul menținerii prin intermediul bisericii [lor] a influenții românești asupra populației religioase și educării unei atitudini negatice față de orânduirea sovietică”.